# Parafia św. Idziego w Przedborowie
Parafia Świętego Idziego w Przedborowie – parafia rzymskokatolicka, znajdująca się w diecezji kaliskiej, w dekanacie Mikstat.